# 中部幾次郎
中部 幾次郎（なかべ いくじろう 1866年2月18日（旧暦慶応2年1月4日） - 1946年（昭和21年)5月19日）は、明治から昭和初期（1900年代後半～1940年代前半）の実業家。林兼商店（後の大洋漁業、現在のマルハニチロの前身の一つ）創業者。貴族院勅選議員。

## 来歴・人物
鮮魚の運搬・卸を生業とする父の兼松の次男として播磨国明石郡林村（現・兵庫県明石市林）に生まれる。
1904年（明治37年）に明石から山口県下関へ移り、日本初の発動機船を開発し、東シナ海、朝鮮半島沖の漁場開拓を行う。1924年（大正13年）に大洋漁業の前身となる林兼商店を創立。
漁業のほか、水産物加工、海運、造船などの経営に進出し、一大企業グループを作り上げた。1930年（昭和5年）から1943年（昭和18年）まで下関商工会議所会頭。1946年（昭和21年）3月22日に貴族院勅選議員となる。
戦後の食糧難を解決するためにと、早急に捕鯨を再開することをGHQに進言。捕鯨許可は出たが船団の出航を見ることなく死去した。墓所は明石市光明寺
幾徳学園は彼の名前に由来する。

## 家族・親族
長男は大洋漁業2代目社長の中部兼市、次男は大洋漁業3代目社長の中部謙吉、三男は大洋漁業副社長および林兼産業会長の中部利三郎。孫は大洋漁業副社長で大洋球団3代目オーナーの中部新次郎（兼市の三男）、大洋商船社長から幾徳学園理事長となった中部謙次郎（謙吉の長男、妻の華子は萩市の大地主菊屋家11代当主菊屋孫輔の四女）、5代目社長の中部藤次郎（謙吉の次男）、6代目社長で横浜球団4代目オーナーの中部慶次郎（謙吉の三男）、マルハニチロ副社長の中部謙（謙吉の四男）、林兼産業会長を務めた中部一次郎（利三郎の長男）、アマチュアゴルファーの中部銀次郎（利三郎の三男）。曾孫は幾徳学園理事長の中部謙一郎（謙次郎の長男）、大東通商社長の中部由郎（慶次郎の長男）。娘婿は大洋漁業副社長を務めた中部悦良と同じく大洋漁業副社長と大東魚類社長を務めた中部義吉。

## 栄典
- 1941年（昭和16年）7月3日 - 紺綬褒章飾版[3]

## 関連する人物
- 藤本万次郎：幾次郎が下関水産振興会会長時代の下関仲買組合組合長。